# Kabuga (periodiskt vattendrag i Burundi)
Kabuga är ett periodiskt vattendrag i Burundi.   Det ligger i provinsen Bubanza, i den nordvästra delen av landet, 30 kilometer norr om huvudstaden Bujumbura.
I omgivningarna runt Kabuga växer i huvudsak städsegrön lövskog. Runt Kabuga är det tätbefolkat, med 286 invånare per kvadratkilometer.